# Andrzej Wojtkowski (historyk)
Andrzej Wojtkowski (ur. 20 listopada 1891 w osadzie Jezioro, zm. 7 czerwca 1975 w Lublinie) – polski historyk, profesor, poseł na Sejm PRL I kadencji.

## Życiorys
Pochodził z rodziny rolniczej. Absolwent Królewskiego Gimnazjum w Ostrowie (matura 1912). W latach 1912–1914 studiował na uniwersytecie w Berlinie filologię klasyczną, historię literatury polskiej i rosyjskiej oraz historię, a wśród jego wykładowców byli między innymi Aleksander Brückner i Theodor Schiemann. Działał podczas tych studiów w Związku Młodzieży Polskiej Zet. Przez rok przewodniczył samokształceniowej ekspozyturze Związku zwanej Grupą Narodową.
W czasie I wojny światowej wcielony do armii niemieckiej. W 1918 powrócił do Wielkopolski. W 1919 walczył w powstaniu wielkopolskim, w tym samym roku walczył wśród ochotników z Poznania idących wspomóc Polaków we Lwowie.
Od 1919 pracował w Wydziale Archiwów Państwowych Ministerstwa Wyznań Religijnych i Oświecenia Publicznego w Warszawie, w 1920 został przeniesiony do pracy w Archiwum Państwowym w Poznaniu, gdzie pracował do 1923. Na Uniwersytecie Poznańskim dokończył przerwane wojną studia historyczne i w 1921 otrzymał tytuł doktora filozofii za pracę Polityka rządu pruskiego wobec Żydów polskich od roku 1793 do 1806. W 1922 odbył podróż służbową do Szwajcarii, skąd przywiózł archiwa tzw. Agencji Lozańskiej. W tym samym roku zainicjował, wraz z Teodorem Tycem, powstanie w Poznaniu Towarzystwa Miłośników Historii Ziem Zachodnich (przemianowanego w 1925 na Towarzystwo Miłośników Historii). Był jednym z członków założycieli Towarzystwa Miłośników Miasta Poznania. Po odejściu z pracy w archiwum w 1923 wykładał na Uniwersytecie Ludowym w Dalkach (ob. Gniezno). Od 1926 był zastępcą, a od 1928 dyrektorem Biblioteki Raczyńskich w Poznaniu. Pełnił tę funkcję do wybuchu wojny w 1939. Był członkiem kolegium redakcyjnego Kroniki Miasta Poznania, wzbogacił ją o wiele artykułów dotyczących historii Poznania i Wielkopolski w XIX wieku. Habilitował się w 1930 z zakresu historii ziem zachodnich, następnie do wybuchu wojny wykładał jako docent na Uniwersytecie Poznańskim.
II wojnę światową spędził w Ostrowcu Świętokrzyskim oraz na podostrowieckiej wsi, gdzie pracował jako urzędnik folwarczny i prowadził tajne nauczanie młodzieży gimnazjalnej. Na Kielecczyźnie znalazł się wraz z rodziną w wyniku wysiedlenia z Poznania przez niemieckiego okupanta w pierwszych tygodniach wojny.
W końcu 1944 przeniósł się do Lublina, gdzie objął profesurę na Katolickim Uniwersytecie Lubelskim (historia nowożytna). Od 1945 kierował tam Katedrą Historii Kultury Polskiej, w latach 1947–1948 był dziekanem Wydziału Nauk Humanistycznych oraz sekretarzem generalnym i wiceprezesem Towarzystwa Naukowego KUL, od 1944 do 1949 był dyrektorem Biblioteki Uniwersyteckiej.
W latach 1952–1956 poseł na Sejm z okręgu lubelskiego. Przeszedł w stan spoczynku w 1962.
Zmarł w 1975. Został pochowany na cmentarzu na lubelskim Czwartku.
Jego synem jest biskup rzymskokatolicki Julian Wojtkowski.

## Wybrane publikacje
- Plany powstańcze komunistów polskich w roku 1856, Poznań 1921.
- Polityka rządu pruskiego wobec Żydów polskich od r. 1793 do 1806, Poznań 1923.
- Poznań w czasach Księstwa Warszawskiego, Poznań 1923.
- Karol Libelt: w 50 rocznicę śmierci, Poznań 1925.
- Karol Libelt jako wychowawca, Poznań, 1927.
- Historia Towarzystwa Przyjaciół Nauk w Poznaniu, Poznań, 1928.
- Pomorzanie w Wielkopolsce, Poznań 1928.
- Powiat żniński po rozbiorach, Poznań 1928.
- Bibljoteka Raczyńskich w Poznaniu jej bibliotekarze i katalogi, Poznań 1929.
- Edward Raczyński i jego dzieło, Poznań, 1929.
- Przyjęcie wojsk polskich w Poznaniu 1814, Poznań 1930.
- Rękopisy Bibljoteki Raczyńskich w Poznaniu nr 360–499, Poznań 1932.
- Anglia wobec rozbiorów polski, Poznań 1934.
- Pięćsetlecie parafji w Ostrowie, Ostrów 1935.
- Polemika o lenno pruskie w roku 1611, Poznań 1936.
- Bibliografia Historii Wielkopolski, Poznań 1937–1938.
- Bibliografia historii miasta Poznania, Poznań 1938.
- Powstanie wielkopolskie roku 1848, Poznań 1938.
- Zagadnienie przyczyn wielkości i upadku państw i narodów w podręcznikach pijarskich XVIII wieku, Warszawa 1967.
- Tezy i argumenty polskie w sporach terytorialnych z Krzyżakami, Olsztyn 1968.
- Procesy polsko-krzyżackie przed procesem z lat 1320–1321, Olsztyn 1972.
- Bibliografia historii województwa lubelskiego, Lublin 2000.
- Napoleon w Poznaniu, Poznań 2006.

## Ordery i odznaczenia
- Krzyż Oficerski Orderu Odrodzenia Polski (19 lipca 1954)[3]
- Złoty Krzyż Zasługi (11 listopada 1936)[4]
- Srebrny Krzyż Zasługi (24 grudnia 1928)[5]